# Tand
Tand är en by i Lockne distrikt (Lockne socken) i Östersunds kommun, Jämtlands län (Jämtland). Byn ligger vid Europaväg 45 och vid anslutande länsväg 559, cirka en kilometer norr om tätorten Tandsbyn.
Norr om Tand, på andra sidan av Europaväg 45, ligger den mindre byn Gottand.